# Хайнрих Ленц
Хайнрих Фридрих Емил Ленц (на немски: Heinrich Friedrich Emil Lenz, също, на руски: Эмилий Христианович Ленц) е руски физик, по произход балтийски немец. Известен с формулирането на правилото на Ленц (1834 г.) и със закона на Джаул – Ленц (1842 г.).

## Биография
Ленц е роден в град Тарту, Ливония (днес на територията на Естония). След завършване на гимназиалното си образование през 1820 г., Хайнрих Ленц следва химия и физика в Тартуския университет. По-късно пътува заедно с Ото фон Коцебу по време на втората му околосветска експедиция в периода 1823 – 1826 г. По време на пътешествието Ленц изучава климатичните състояния и физичните особености на морската вода.
След края на пътешествието Ленц работи в Университета на Санкт Петербург. През 1829 г. взема участие в първата експедиция на планината Елбрус под ръководството на генерал Георгий Емануел. През 1834 г. е избран за академик. Едновременно с това той е професор, а през последните години – и ректор (от 1863 г. до смъртта си през 1865 г.)
Много негови научни изследвания се отнасят към физическата география (за температурата и солеността на моретата, за барометричното измерване на височините, за напрегнатостта на земния магнетизъм и др.), но основните му занимания са в областта на електромагнетизма. Освен правилото, кръстено в негова чест, Хайнрих Ленц открива независимо и ефекта на Джаул – Ленц през 1842 година.
Умира в Рим след прекаран инсулт.